# Michael Joseph Savage

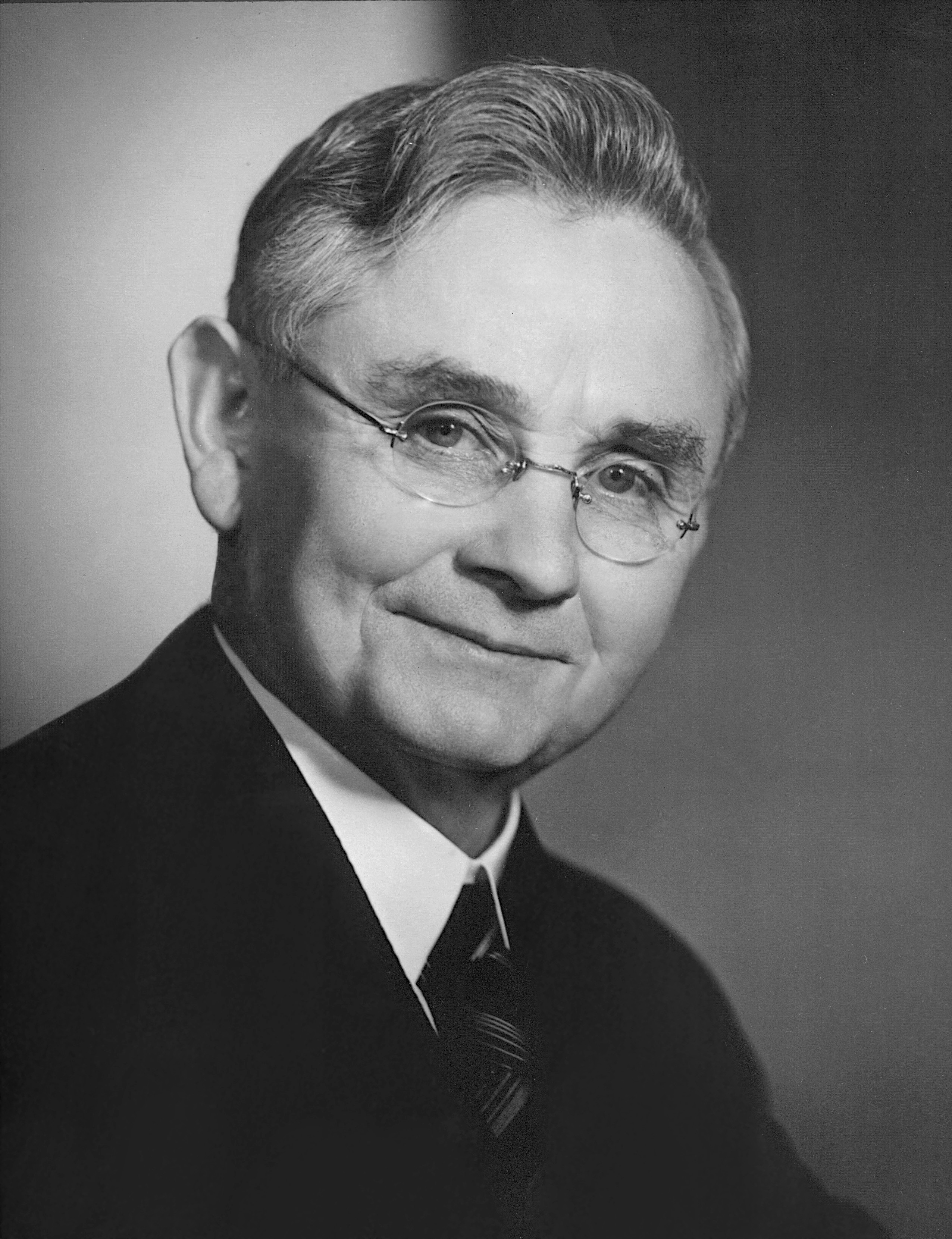
Michael Joseph Savage, 1930-talet.

Michael Joseph Savage, född 23 mars 1872 i Tatong, Victoria, Australien, död 27 mars 1940 i Wellington, Nya Zeeland, var en nyzeeländsk politiker tillhörande New Zealand Labour Party som tjänstgjorde som Nya Zeelands premiärminister 1935–1940.

## Den politiska banan inleds

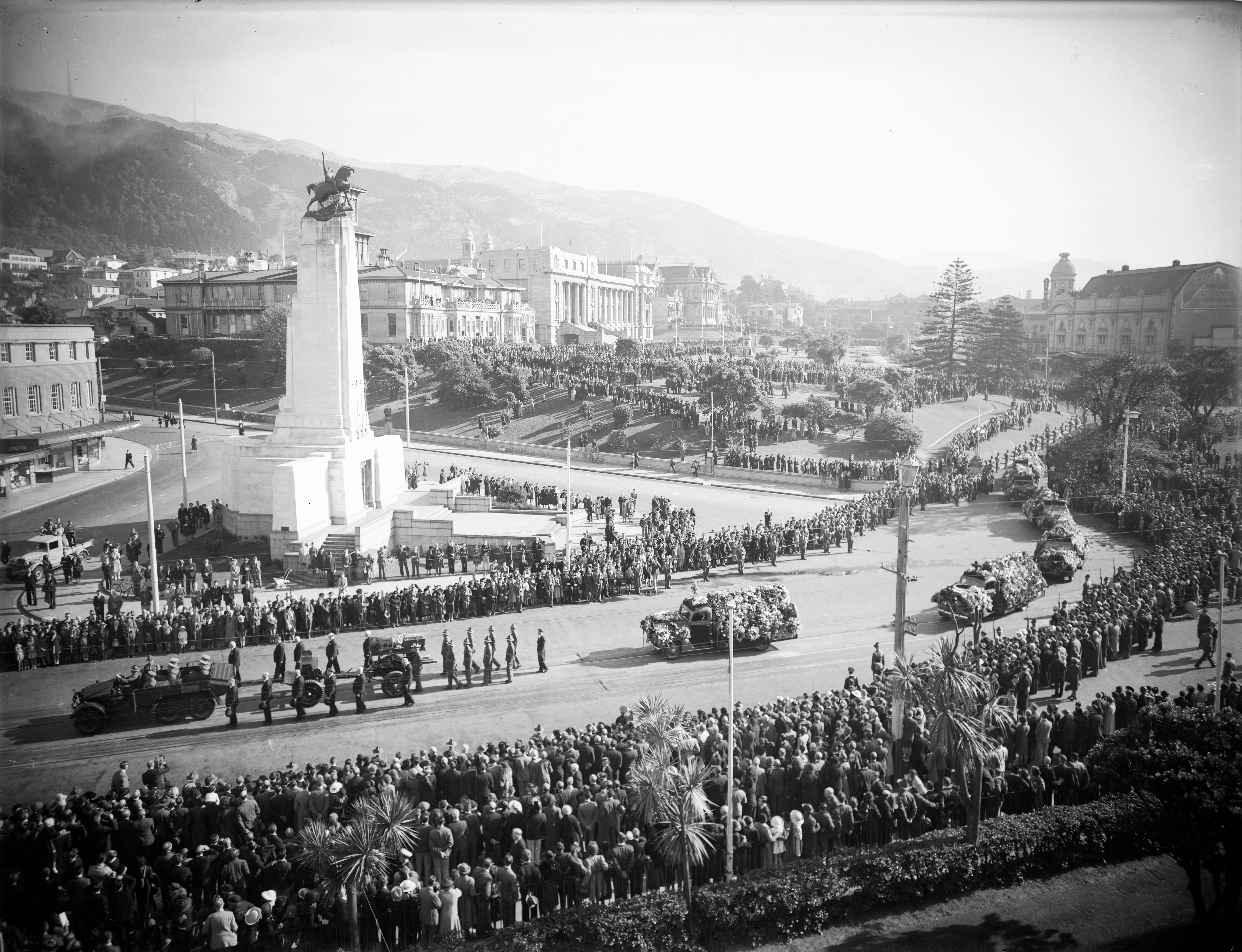
Begravningsprocessionen för Michael Joseph Savage, 1940.

Savage föddes i Tatong, Victoria, Australien, och det var också där han började sin politiska bana. 1907 emigrerade han till Nya Zeeland. I Nya Zeeland arbetade han bland annat inom gruvindustrin och på ett lager innan han blev engagerad i fackföreningsrörelsen. Savage motsatte sig till en början formandet av Nya Zeelands arbetarparti, som han såg som otillräckligt socialistiskt. Istället blev han talesperson för New Zealand Federation of Labour (the "Red Feds").

## Savage som premiärminister
Under depressionen blev Savage den mest synliga politikern i Nya Zeeland. Han ledde New Zealand Labour Party (arbetarpartiet) till seger i valet 1935. Under andra världskriget deklarerade Savages regering krig mot Nazityskland den 3 september 1939, bara timmar efter att Storbritannien förklarat krig. På grund av att Savage också påbörjade bygget av en välfärdsstat i Nya Zeeland har han blivit något av en ikon för vänstern i landet.

## Begravningen
På grund av cancer dog Savage ett år senare, 1940. Begravningsprocessionen, i Lambton Quay, Wellington, var en stor politisk händelse.